# عمل جيد (فلم)
عمل جيد (بالفرنسية: Beau Travail) فيلم فرنسي لعام 1999  من إخراج كلير دينيس، ويستند إلى رواية «بيلي بود» التي كتبها هيرمان ميلفيل (من أبرز الروائيين في أمريكا) عام 1888. تدور أحداث القصة في جيبوتي، أبطالها جنودًا في الفيلق الأجنبي الفرنسي. أجزاء من الموسيقى التصويرية للفيلم مأخوذة من أوبرا المؤلف الموسيقي الإنجليزي بنيامين بريتن، والتي وضعها معتمدًا على رواية «بيلي بود».
حصل الفيلم على 6 جوائز و12 ترشيحًا لجوائز عالمية.
كان العرض الأول للفيلم في إيطاليا في 4 سبتمبر 1999 (مهرجان البندقية السينمائي)
صدر الفيلم إلى دور العرض الأمريكية في 21 يناير 2000.
منح موقع قاعدة بيانات الأفلام على الإنترنت (IMDB) الفيلم درجة 7.3/ 10.
منح موقع قاعدة بيانات الأفلام العربية "السينما.كوم" الفيلم درجة 5.8/ 10.

## طاقم التمثيل
دينيس لافانت: في دور جالوب (ضابط صف)
ميشيل سوبور: في دور القائد برونو فوريستير
غريغوار كولن: في دور جندي من الفيلق
ريتشارد كورسيه: في دور جندي
نيكولا ديفاوشيلي: في دور جندي
الجنود: أدياتو ماسودي - ميكائيل رافوفسكي - دان هيرزبيرج - جوزيبي مولينو - جيانفرانكو بوديجي - مارك فيه - ثونغ دوي نجوين - جان إيف فيفيه

## أحداث الفيلم
يكتب الشيف جالوب مذكراته من منزله في مرسيليا، ويتذكر والجنود ينفذوا الأمر بالوقوف في الشمس كاختبار للقدرة على التحمل، ويتذكر حرارة جيبوتي حيث قاد قسمه من الرجال تحت قيادة القائد برونو فوريستير. نشاهد العديد من المشاهد التدريبية، بما في ذلك دورات الاعتداء وتأمين المباني. الكثير من الذكريات وجالوب وصديقته المحلية، الشابة الجميلة والتي غالبًا ما تخرج للرقص. يقول جالوب عن القائد برونو فوريستير: «لقد أعجبت به دون أن أعرف السبب»، ويحتفظ بسوار معصم محفور عليه كلمة برونو. يحسد جالوب قائده فوريستير على الكثير من الأشياء، بما في ذلك حب الجنود الواضح له، أيضا هم يتواصلون معًا بسعادة ويلعبون الشطرنج والسنوكر. في أحد الأيام، ينضم جيل سينتين إلى قسم جالوب، والذي يجعل جالوب يشعر بالغيرة بفضل وسامته ومهاراته الاجتماعية وثباته. تظهر مشاعر مثلية مكبوتة من جالوب لرئيسه برونو، ويقرر أن يدمر سينتين، حيث يراه منافس له. يبدأ صراع بين الأثنين، لينتهي بأن يترك جالوب منافسه سينتين وحيدا في المسطحات الملحية القاحلة. يعثر بعض أفراد القبائل على سينتين، ويحملوه في حافلة حيث يتم الاعتناء به. يتم استدعاء جالوب إلى فرنسا لمحاكمته العسكرية وانهاء مسيرته في الفيلق الأجنبي، وحبه الحقيقي الوحيد. نراه يرتب سريره بالطريقة العسكرية المنظمة، ثم يستلقي ممسكًا بمسدس. المشهد الأخير هو رقصة بهلوانية منفردة حية على «إيقاع الليل» في ملهى ليلي في جيبوتي.

## الإنتاج
قال المخرج دينيس في مقابلة: «كان أحد الممثلين في فيلق الجيش بالفعل، لذلك أخذنا جميع تمارينهم الحقيقية وقمنا بها معًا كل يوم، لتركيز الممثلين كمجموعة. لم نقل أبدًا أننا سنصمم رقصة للفيلم، ولكن عندما بدأنا التصوير، وباستخدام موسيقى بريتن، أصبحت تلك التمارين أشبه بالرقص».

## استقبال الفيلم
حاز الفيلم على استحسان كبير في الولايات المتحدة، حيث تصدّر استطلاع مجلة «صوت القرية» (صحيفة اخبارية واجتماعية مجانية أسبوعية تصدر في نيويورك)، وحاز في الاستطلاع المخرج كلير دينيس على المركز الثاني.
صنف جوناثان روزنباوم من صحيفة «شيكاغو ريدر»، الفيلم على أنه «تحفة فنية»، مما منحه أربعة نجوم في تصنيف الصحيفة. كتب تشارلز تيلور من موقع «صالون دوت كوم» أن الفيلم هو المثال الأكثر تطرفًا على موهبة دينيس، وهو أمر محير ومبهج. لا أعرف متى رأيت فيلمًا غريبًا جدًا على مثل هذا. منح الناقد بيتر ترافرز من مجلة رولينج ستون أعلى تصنيف للمجلة  واصفًا إياه بأنه «فيلمًا فريدًا ولا يُنسى».
منح موقع ميتاكريتك الفيلم تقييم 91%، ومنحه موقع الطماطم الفاسدة 85%.

## روابط خارجية
- مقالات تستعمل روابط فنية بلا صلة مع ويكي بيانات